# LY6E
LY6E‏ (Lymphocyte antigen 6 family member E) هوَ بروتين يُشَفر بواسطة جين LY6E في الإنسان.

## الأهمية السريرية
يرتبط التعبير المتزايد عن Ly6E بانخفاض معدلات البقاء على قيد الحياة في العديد من الأورام الخبيثة، كما هو محدد من خلال مسح لأكثر من 130 دراسة سريرية منشورة حول دراسات التعبير الجيني على عينات من أنسجة السرطان والأنسجة الطبيعية المجاورة. يرتبط Ly6E بمقاومة الأدوية وهروب المناعة من الورم في سرطان الثدي.